# Кирьяков, Леонтий Несторович
Лео́нтий Не́сторович Кирьяко́в (8 мая 1919, Сартана (ныне пгт Кальмиусского райсовета Мариуполя Донецкой области Украины) — 2008) — румейский поэт и переводчик. Член Союза писателей СССР и Национального союза писателей Украины.

## Биография
Родился в греческой крестьянской семье — выходцев из Крыма. В 1935 г., закончив семь классов Сартанской школы (до войны обучение проводилось на новогреческом языке), он поступил в Мариупольский педагогический техникум, который с перерывом экстерном окончил в 1938 году.
Затем — Мариупольский филиал Донецкого областного университета рабочих и сельских корреспондентов. После окончания университета работал в редакции греческой газеты «Коллективистис», а после её закрытия — в колхозе, на трубопрокатном заводе в Мариуполе.
Участник Великой Отечественной войны с 1943 года. Воевал в составе 527 стрелкового полка 118 стрелковой дивизии. Войну прошел в качестве командира пулеметного расчета, командира взвода, принимал участие в освобождении города Мелитополя и многих других населенных пунктов северной Таврии от немецко-фашистских захватчиков. 26 февраля 1944 года, на правом берегу Днепра, на маленьком працдарме в районе с. Золотая балка, недалеко от Никополя, Л. Кирьяков был ранен. После излечения в госпитале, с августа 1944 г. и до конца войны в составе 106 сборного пункта аварийных машин III Украинского фронта принимал участие в освобождении от захватчиков Украины, Румынии, Югославии, Венгрии, Австрии. В июне 1946 года, Леонтий Кирьяков был демобилизован из Советской Армии.
После войны работал на Мариупольском трубопрокатном заводе им. Куйбышева.
Проводил активную работу по возрождению румейской литературы.
С 1992 по 1996 Леонтий Кирьяков работал научным сотрудником этнографического музея пос. Сартана, принимая активное участие в вопросах создания новых экспозиций.
Член Национального Союза писателей Украины с 1978 года, член Правления Союза писателей Украины (1991). Л. Кирьяков стоял у истоков возрождения греческого национального движения. В 1989 в Мариуполе с его участием состоялась первая радиопередача на греческом языке. В декабре 1989 принял участие в учредительном съезде республиканского общества греков. Некоторый период возглавлял областную греческую организацию.

## Творчество
Писал на румейском (крымско-греческом) языке.
Стихи стал писать в 1932 году. Дебют поэта состоялся в 1936—1937 гг. в греческой газете «Коллективистис».
Автор поэтических сборников:
- Всегда в пути,
- Майская песня,
- Память,
- Слава тебя найдет,
- Конь мой златокрылый,
- Амфора,
- Арион,
- Кабы вы знали, панычи(произведения Т. Г. Шевченко в переводе на румейский язык),
- Доброта (в 2-х томах) и прозаических книг: «Малятам-дошколятам» (1996) и «Народные песни греков Приазовья» (1994).

Перевел на румейский язык произведения Пушкина, М. Лермонтова, Т. Шевченко, Л. Украинки, П. Тычины, Н. Бажана, а также осуществил поэтические переводы на крымско-греческий язык «Слово о полку Игореве», «Витязь в тигровой шкуре» и др.
В 1992 г. он подготовил и издал русско-румейский-новогреческий словарь на 10 тысяч слов. Л. Кирьяков за 10 лет на общественных началах выпустил в свет 17 греческих сборников.
В 2007 году вместе с другими ценителями фольклора обобщил и стал инициатором издания «Сказок греков Приазовья». Он является основателем, составителем и соавтором греческого литературно-художественного альманаха «Пирнэшу астру» («Утренняя звезда»), в которых опубликовались лучшие произведения греческих литераторов Украины. Таких сборников в издательстве «Донбасс» выпущено четыре — в 1988, 1989, 1991 и 1993 годах.

## Награды
- Орден Отечественной войны I степени,
- Орден «За мужество»,
- медаль «За боевые заслуги»,
- медаль «За Победу над Германией в Великой Отечественной войне 1941—1945 гг.»
- ряд юбилейных медалей,
- Лауреат Северодонецкой литературной комсомольской премии имени Бориса Горбатова (1982)
- Премия имени Максима Рыльского (1995).
- Почётный гражданин пос. Сартана (1990).